# 中郷村 (静岡県)
中郷村（なかざとむら）は静岡県の東部、君沢郡・田方郡に属していた村である。現在の三島市南部にあたる。

## 地理
- 河川：狩野川、大場川

## 歴史
- 1889年（明治22年）4月1日 - 町村制の施行により、梅名村、多呂村、北沢村、中島村、八反畑村、鶴喰村、新谷村、青木村、玉川村、堀之内村、平田村、松本村、長伏村、御園村、安久村、大場村が合併して君沢郡中郷村が発足。
- 1896年（明治29年）4月1日 - 郡の統合により田方郡所属となる。
- 1918年（大正7年） - 亜鉛会社の排水による公害が発生。魚が死に樹木が枯れるなどの被害[1]。
- 1954年（昭和29年）3月31日 - 三島市に編入。同日中郷村廃止。

## 交通

### 鉄道路線
- 駿豆鉄道（現伊豆箱根鉄道）
  - 駿豆線
    - 大場駅

## 村長
- 大村直